# Trophée des clubs champions des Antilles-Guyane
Le Trophée des Clubs Champions des Antilles-Guyane est une compétition de football créée en 2009 par les trois ligues des départements français d'Amérique (Guadeloupe, Martinique et Guyane). 
Elle a pour but de renforcer les liens entre les Antilles-Guyane au niveau des clubs de football depuis la disparition de la Coupe des clubs champions d'outre-mer en 2007.
Cette compétition met aux prises le champion de Guadeloupe, de Martinique, de Guyane et le vice-champion de la ligue qui organise le tournoi.
Le vainqueur devient Champion des Antilles-Guyane de football.

## Format
Le tournoi est organisé de façon simple : deux demi-finales, les deux vainqueurs se qualifient en finale et les deux vaincus s'affrontent dans un match pour la 3e place.

## Palmarès
- 2009 :  CS Moulien
- 2010 :  Racing Club de Rivière-Pilote
- 2011 :  Club Colonial de Fort-de-France
- 2012 :  Racing Club de Rivière-Pilote